# 宮﨑慶太
宮﨑 慶太（みやざき けいた）は、NHKのアナウンサー。

## 人物
宮城県仙台市出身。宮城県仙台第三高等学校、早稲田大学大学院法務研究科卒業後、2010年入局。初任地は高松放送局。
幼少期から昆虫好きであり、昆虫採集が趣味である。その他にも、アウトドア系の趣味が多数あり、放送でも、昆虫や自然環境についての魅力・情報を自ら発信している。

## 嗜好・挿話
- 東日本大震災直後、ラジオ等で故郷・宮城の復興への思いを伝えていた。

## 現在の担当番組
- てれまさ（キャスター：2025年3月31日[5] - ）
- 宮城・東北地方のニュース

## 過去の担当番組
高松放送局時代（2010年度 - 2014年度）
- 香川県のニュース・中継・リポート
- おはようかがわ
- 845かがわ
- 645かがわ

青森放送局時代（2015年度 - 2017年度）
- あっぷるワイド（キャスター）
- 青森県のニュース・中継・リポート
- NHKニュースおはよう青森
- NHKニュースあおもり845
- NHKニュースあおもり645
- NHKプロ野球（ラジオ第一・2017年6月28日、弘前市のはるか夢球場で開催された「楽天vsオリックス」戦のリポーター）
- ひるブラ（2017年10月24日 - 25日）

秋田放送局時代（2018年度 - 2021年度）
- ニュースこまち（キャスター:2018年4月2日 - 2022年4月1日）
- 秋田県のニュース・中継・リポート
- あさイチ「JAPA－NAVI秋田」（2019年6月27日）
- お取り寄せ不可!?列島縦断 宝メシグランプリ2021（2021年1月11日）

東京アナウンス室時代（2022年度 - 2024年度 ）
- 信州845（長野放送局への応援）（2022年7月20日、7月22日、2023年1月10日）
- 長野県の気象情報（長野放送局への応援）（2022年7月21日、2023年1月12日）
- 長野県のニュース（長野放送局への応援）（2022年7月21日、2023年1月12日）
- とちぎ630（宇都宮放送局への応援）（2022年11月16日 - 11月18日）
- 令和6年能登半島地震の災害報道対応による金沢放送局への応援派遣
  - 正午のニュース、能登半島地震石川県のニュース・ライフライン情報（2024年1月19日） - 穴水町から中継リポート
  - 能登半島地震石川県のニュース・ライフライン情報（2024年1月20日） - 穴水町から中継リポート
  - かがのとイブニング、NHKニュース7（2024年1月22日） - 金沢市から中継リポート
- ニュースLIVE! ゆう5時（コーナープレゼンター、中継リポーター：2022年4月 - 2024年3月5日）
- 午後LIVE ニュースーン（サブキャスター、中継リポーター：2024年4月1日 - 2025年3月7日）
  - 池田伸子の代理キャスター：2024年10月30日
- やままる645（山形放送局への応援）（2024年8月2日）
- ラジオニュース（特に大相撲、高校野球中継期間中、主に金曜日の全国のニュース、全国の気象情報担当）
- 趣味の園芸 やさいの時間（司会：2024年4月 - 2025年3月）